# Arco di Trionfo (Chișinău)

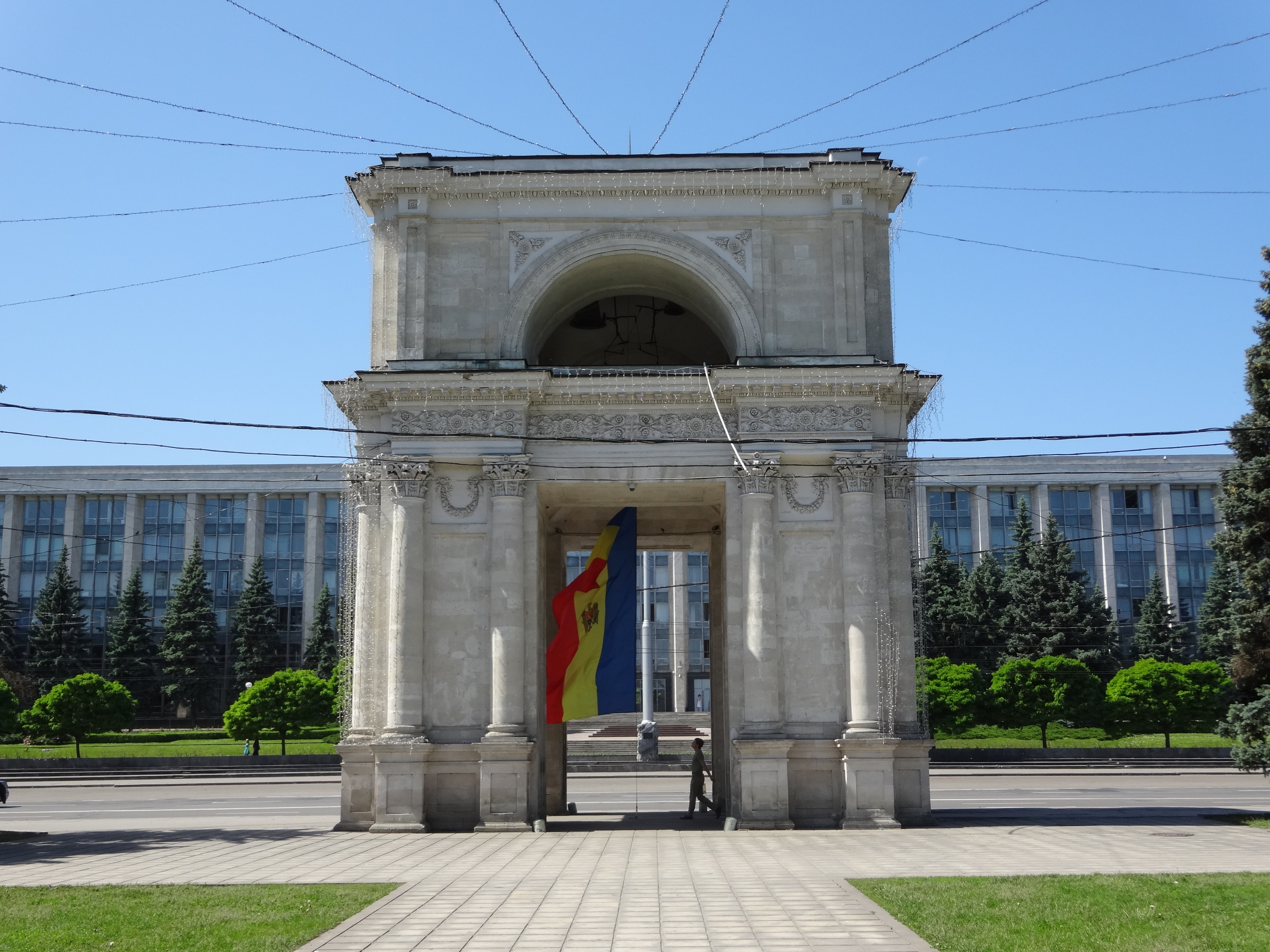
La parte retrostante dell'arco

L'Arco di Trionfo (in romeno: Arcul de Triumf ), detto anche Porta Sacra (in romeno: Porțile Sfinte), è un imponente arco di trionfo, situato in Piaţa Marii Adunări Naţionale a Chișinău, la capitale della Moldavia. Sorge a pochi metri dalla Cattedrale della Natività e dal Palazzo del Governo.

## Storia
L'arco fu costruito nel 1840 su volontà di Pavel Fiodorov, governatore russo della Bessarabia, per celebrare la vittoria contro gli Ottomani nella guerra russo turca del 1828-29. Il progetto fu affidato all'architetto Luca Zaușkevici. I lavori terminarono l'anno seguente.
Nel 1945, sulle pareti dell'arco furono installate targhe con i nomi dei combattenti dell'esercito sovietico e dei cittadini moldavi che combatterono sul territorio della Bessarabia durante la Seconda guerra mondiale e ricevettero il riconoscimento di "Eroe dell'Unione Sovietica". Le targhe furono rimosse nel 1991, dopo aver ottenuto l'indipendenza.

## Descrizione
L'arco presenta due ordini, quello inferiore in stile corinzio e quello superiore in stile dorico. Nel frontone è stato incorporato un orologio mentre nella campata si trova sospesa una grande campana realizzata con i cannoni conquistati in guerra.